# Димитър Михайлов (юрист)
Вижте пояснителната страница за други личности с името Димитър Михайлов.
Димитър Николов Михайлов  е български юрист, професор по наказателно право и общественик.

## Биография
Завършил е право в Юридическия факултет на Софийския университет „Св. Кл. Охридски“ през 1956 г.
През 1956 г. е назначен за околийски следовател в Околийската прокуратура – Русе, околийски и районен прокурор в Радомир и Перник 1958 – 1960 г.
От края на 1960 г. е асистент по наказателно право в Софийския университет, през 1961 г. е редовен аспирант. Доктор по право (1966 г.), доцент по наказателно право в Юридическия факултет на СУ (1969 г.) и професор по наказателно право (1983 г.).
В периода 1970 – 1971 г. Димитър Михайлов е заместник-декан на Юридическия факултет на Софийския университет, а от 1996 до 2000 г. е ръководител на Катедрата по наказателно-правни науки.
През 1971 – 1973 е началник на отдел „Правен“ в Министерския съвет на България.
Експерт в Комитета против изтезанията при ООН – Женева (1988 – 31.12.1993).
Народен представител в XXXVI народно събрание (1992 – 1994).
От 2005 г. изнася лекции по наказателно и международно наказателно право в Академията на МВР.
Димитър Михайлов има син и дъщеря.
Умира на 10 януари 2009 г. в София. Погребан е в Централните софийски гробища.